# 이강일 (바둑 기사)
이강일(李康日, 1921년 9월 14일 ~ 2007년 2월 26일)은 대한민국의 바둑 기사이다.

## 약력
1959년 프로바둑에 입단했다.제4기 기왕전 본선에 활약하여 40여년간 프로기사 생활을 하며 총 전적은 198승 2무 681패를 거두었으며 총 대국수 881국을 치렀다. 1978년 기도문화상 감투상을 수상했고 1990년 5단으로 승단했다. 1996년 바둑문화상 공로상을 받았다. 2007년 노환으로 사망했다.